# Eccidio di Sella Ciarelli
L'eccidio di Sella Ciarelli fu una strage commessa da reparti delle SS il 26 settembre 1943 nell'omonima località abruzzese.

## Storia
A seguito della battaglia di Bosco Martese del 25 settembre 1943, in cui i tedeschi vennero sconfitti da tre brigate di partigiani comandate dal capitano dei carabinieri Ettore Bianco, la rappresaglia delle truppe naziste comportò l'occupazione della caserma dei carabinieri competente per il territorio, in località Pascellata di Valle Castellana.
In detta località furono arrestati il comandante della stazione brigadiere Leonida Barducci, i carabinieri Settimio Annecchini e Angelo Cianciosi ed il sergente degli alpini Donato Renzi. I carabinieri furono arrestati per non aver segnalato alle autorità tedesche la presenza dei partigiani in zona e l'alpino per aver nascosto presso la propria abitazione di Pascellata un prigioniero di guerra evaso.
Dopo un duro interrogatorio i carabinieri, l'alpino ed il prigioniero evaso furono fucilati il 26 settembre 1943 nella vicina località di Sella Ciarelli di Rocca Santa Maria. Per farne un esempio, i tedeschi impedirono la rimozione dei cadaveri per undici giorni dopo la fucilazione.

## Memoria
Diverse sculture e monumenti ricordano l'episodio a Sella Ciarelli e Pascellata di Valle Castellana, dove una piazza è intitolata ai "Martiri di Sella Ciarelli".